# 132P/Helin-Roman-Alu
132P/Helin-Roman-Alu lub Helin-Roman-Alu 2 – kometa krótkookresowa, należąca do rodziny Jowisza.

## Odkrycie
Kometa została odkryta 26 października 1989 roku w Obserwatorium Palomar (Kalifornia). Jej odkrywcami byli Eleanor Helin, Brian Roman i Jeff Alu. Kometa nosi w nazwie nazwiska trojga odkrywców.

## Orbita komety i właściwości fizyczne
Orbita komety 132P/Helin-Roman-Alu ma kształt elipsy o mimośrodzie 0,53. Jej peryhelium znajduje się w odległości 1,91 j.a., aphelium zaś 6,25 j.a. od Słońca. Jej okres obiegu wokół Słońca wynosi 8,24 roku, nachylenie do ekliptyki to wartość 5,78˚.
Jądro tej komety ma rozmiary kilku kilometrów.